# Lincoln Center

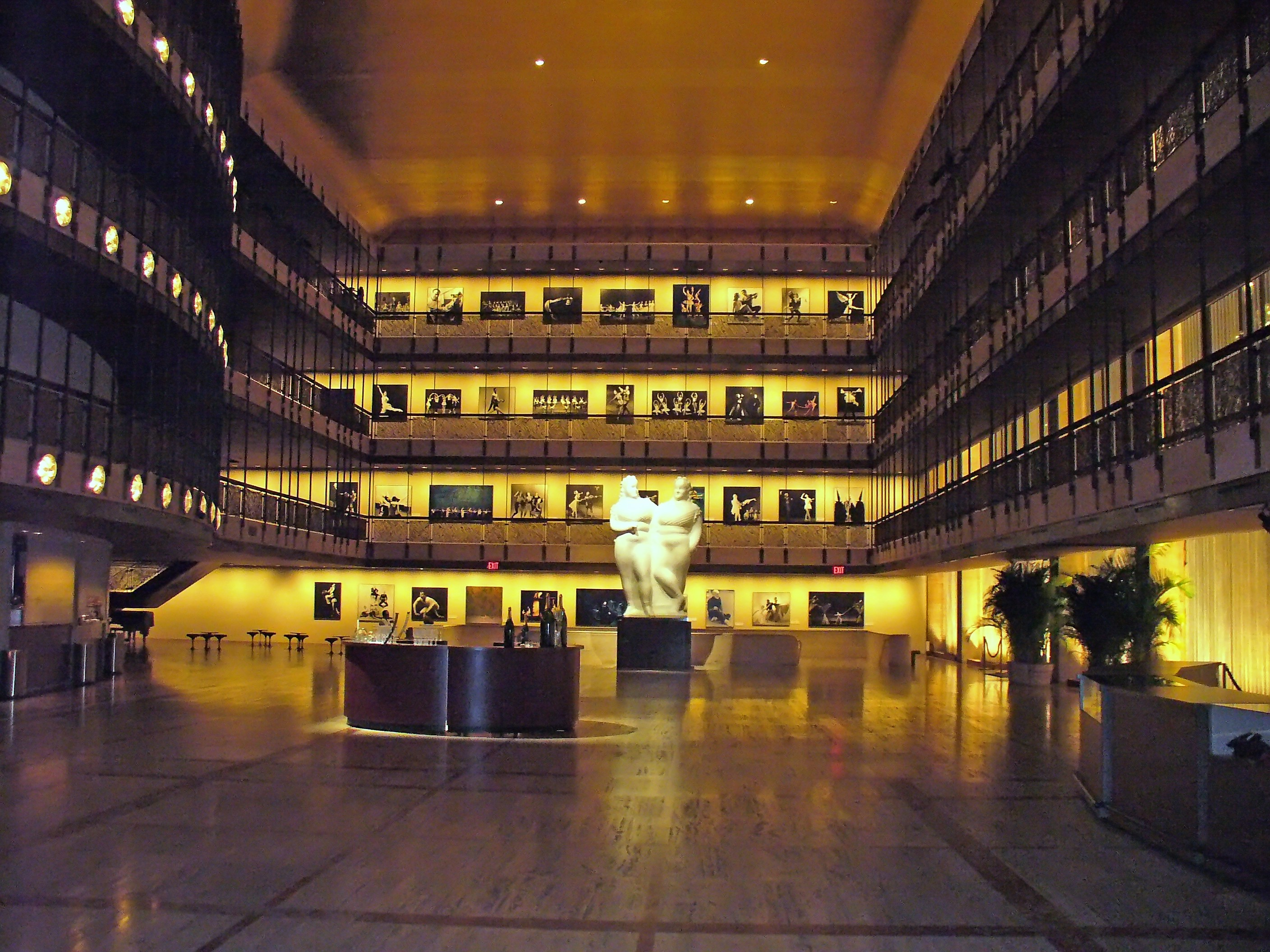
David H. Koch Theater (antiguo New York State Theater)

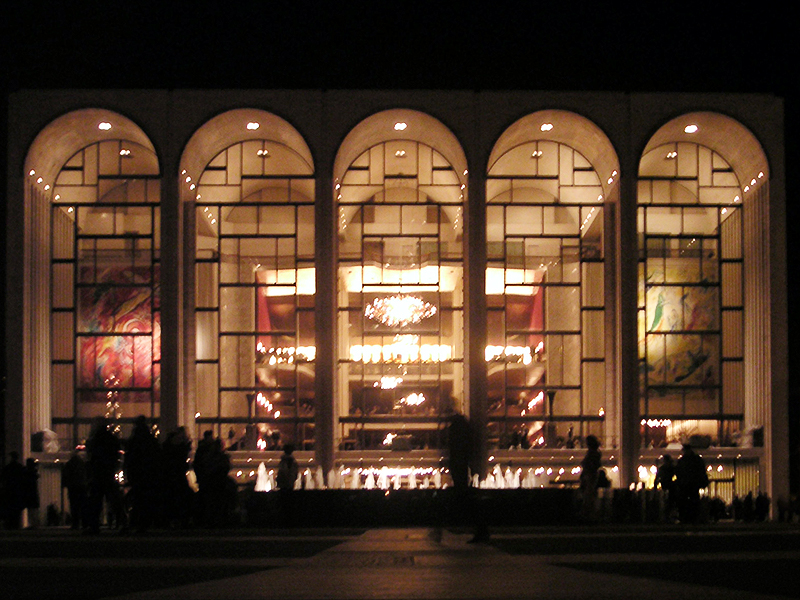
Metropolitan Opera House

El Lincoln Center for the Performing Arts (también conocido simplemente como Lincoln Center) es un complejo de edificios de 6,6 hectáreas (16,3 acres) situado en el barrio de Lincoln Square, en el Upper West Side de Manhattan. Cuenta con treinta instalaciones cubiertas y al aire libre y recibe 5 millones de visitantes al año. Alberga organizaciones de artes escénicas de renombre internacional como la Filarmónica de Nueva York, la Ópera Metropolitana, el New York City Ballet, la Sociedad de Música de Cámara del Lincoln Center y la Escuela Juilliard.

## Organizaciones artísticas
Sirve de sede a las siguientes organizaciones artísticas:
- The Metropolitan Opera
- New York City Ballet
- New York City Opera
- Orquesta Filarmónica de Nueva York
- The Chamber Music Society of Lincoln Center,
- The Film Society of Lincoln Center
- Jazz en el Lincoln Center
- The Juilliard School
- Lincoln Center Theatre
- The New York Public Library for the Performing Arts
- American Ballet Theatre
- Lincoln Center for the Performing Arts, Inc.

## Arquitectura
Fue construido bajo el programa de Robert Moses de renovación urbana en la década de 1960 por un consorcio dirigido bajo la iniciativa de John D. Rockefeller III.
Lista de arquitectos que han contribuido a su realización:
- Max Abramovitz - Avery Fisher Hall
- Pietro Belluschi - The Juilliard School (including Alice Tully Hall)
- Gordon Bunshaft - The New York Public Library for the Performing Arts
- Wallace Harrison - Master plan & Metropolitan Opera House
- Philip Johnson - New York State Theater, David H. Koch Theater
- Eero Saarinen - Vivian Beaumont Theater

### Salas
- Alice Tully Hall - 1,095 asientos, dentro de la  Juilliard School; The Chamber Music Society of Lincoln Center.
- Avery Fisher Hall – 2,738 asientos; New York Philharmonic; ex-Philharmonic Hall
- Metropolitan Opera House – 3,900 asientos, Metropolitan Opera.
- David H. Koch Theater – 2,713 asientos, New York State Theater (New York City Ballet, New York City Opera)
- Vivian Beaumont Theater – 1,080 asientos , Broadway musicales, The Repertory Theater of Lincoln Center (1965-1973) y The New York Shakespeare Festival (1973-1977).
- Mitzi E. Newhouse Theater  the Forum) 299 asientos Off-Broadway.
- Walter Reade Theatre – 268 asientos, cine de la Film Society of Lincoln Center.